# Bitka za Saipan
Bitka za Saipan je bila ena izmed najpomembnejših amfibijsko-desantnih bitk druge svetovne vojne, ki se je odvijala na Pacifiku junija in julija 1944.

## Geografska lokacija in pomen Saipana v drugi svetovni vojni
Saipan je eden izmed otokov v otočju Marianov. Leži 1.300 morskih milj južno od Japonske in je v drugi svetovni vojni predstavljal pomembno strateško točko. Bil je vmesna postaja na oskrbovalni poti iz Japonske na območje osrednjega Pacifika, na tamkajšnjih letališčih nameščena letala pa so predstavljala resno grožnjo ameriški floti. Za Američane bi osvojitev otoka s temi letališči omogočala vzpostavitev baze, s katere bi lahko neposredno napadali japonsko matično otočje.

## Amfibijsko-desantna doktrina ZDA
Do bitke za Saipan so Američani sledili tradicionalnemu vzorcu amfibijskega napada: izkrcanje na oddaljenih delih sovražnikove obale ob podpori (po večini) letal iz kopenskih baz. Glavno orožje je bilo v tem primeru presenečenje, zato je bila tudi artilerijska priprava terena kratka. Po vzpostavitvi mostišča so se tja pripeljale okrepitve in material, nato pa se je po včasih večmesečnih pripravah začel napad na ključne sovražnikove postojanke. Tak primer je bil tudi napad na Buno na Novi Gvineji.
Ta vzorec je prekinil admiral Nimitz, ki je s svojimi enotami marincev dobil nalogo zavzeti nekaj ključnih otokov za nadaljevanje vojne. Prva bitka, kjer se je pokazala potreba po spremembi doktrine, je bila bitka za otok Tarawa, novembra 1943. Ameriški strategi so prišli do spoznanja, da bodo bitke v osrednjem Pacifiku nujno zahtevale drugačno taktiko kot je bila takratna, ki je predvidevala, da v izkrcevalnem območju ne bo nasprotnikovih enot, zato so za napad na Tarawo izbrali najboljše enote marincev. Nova taktika pa je vključevala še nekatere stare metode, ki so bile neprimerne in so zaradi tega zahtevale velikanske žrtve med ameriškimi enotami. Med te lahko štejemo dejstvo, da je bila predhodna artilerijska priprava kratka, da bi se dosegel element presenečenja. To je sicer dobro služilo operativnemu planu, ne pa tudi taktičnemu. Japonski obrambni položaji so namreč ostali v veliki meri nepoškodovani in so predstavljali veliko oviro izkrcevalnim silam.
Tudi zračna podpora je bila slabo koordinirana, saj takrat še ni obstajala primerna zračno-kopenska doktrina bojevanja, pa tudi zveze med poveljniki letalskih sil in poveljniki izkrcevalnih sil so bile slabe.  Premalo je bilo tudi posebnih amfibijskih vozil za prevoz enot, sodelovanja tankovskih enot in pehote pa skoraj ni bilo.
Vse to je privedlo do sprememb v načrtovanju novih podvigov enot Korpusa, kar se je prvič pokazalo pri izkrcanju na Saipan. Za to operacijo je admiral Nimitz Peti floti dodal posebne logistične ladje in iz nje naredil popolnoma samostojno floto. Ta novo ustanovljena enota ameriškega ladjevja je bila od tedaj naprej sposobna sama skrbeti za svoje izkrcevalne enote in jim nuditi vso podporo, ki so jo potrebovale pri desantnih operacijah. Pri napadu na Saipan naj bi Peta flota že sedem dni pred začetkom izkrcavanja obstreljevala otok s topovi bojnih ladij in letali z letalonosilk. Obstreljevanje je potekalo iz oddaljenosti 10 kilometrov  in je bilo osredotočeno na celotni izkrcevalni prostor in ne na konkretne cilje.

## Predpriprave
Za napad, ki naj bi se začel 15. junija 1944, so bile izbrane tri divizije. Dve diviziji Korpusa mornariške pehote, 2. in 4., ter 27. divizija kopenske vojske ZDA so bile vse v bojih že preizkušene in so veljale za ene izmed najboljših, kar so jih ZDA imele. Glavni poveljnik vseh sil pred Saipanom je bil poveljnik Pete flote, admiral Raymond A. Spruance, poveljnik vseh izkrcevalnih sil pa je postal generalporočnik KMP Holland M. »Kriči kot nor« Smith.
Invazijsko ladjevje, s katerim so Američani pripravljali napad, je bilo sestavljeno iz 535 ladij, za boj pa je bilo pripravljenih kar 127.000 vojakov. Njim nasproti je bilo na otoku vkopanih 26.000 vojakov japonske 43. divizije, 6.000 mornarjev in ostalega mornariškega osebja ter okoli 30.000 civilistov. Njihov poveljnik je bil general Yoshitsugo Saito.
Američani so obstreljevali vse obale otoka, da bi Japoncem prikrili pravo mesto izkrcanja, a so le-ti ugotovili, da bo izkrcanje na zahodnih plažah, ker so opazili ameriške potapljače, ki so preiskovali morsko dno v okolici mesta Garapan in vzdolž celotne zahodne obale. Saito je zaradi tega celotno vojsko skoncentriral na tem delu otoka, tja pa preselil tudi svoj glavni štab.

## Izkrcanje
Izkrcanje na Saipan se je začelo ob zori, 15. junija 1944. V prvem valu se je izkrcalo osem bataljonov marincev 2. in 4. divizije, ki so takoj naleteli na hud odpor, ki je do konca dneva zahteval kar 2.000 žrtev. Japonci so namreč pred svoje vojaške enote postavili oborožene civiliste, da bi ustvarili vtis, da gre za nemočno prebivalstvo. Amfibijski tanki, ki so bili v prvi vrsti izkrcevalnih sil, so kmalu uničili skrite bunkerje vkopanih Japoncev, ter omogočili pehoti, da je utrdila mostišče, na katerem je noč dočakalo 20.000 vojakov, ki so se ta dan izkrcali na otoku.
Ponoči je general Saito ukazal protinapad v katerega je poslal vse enote na tem delu otoka. Napad je potekal neurejeno, kar je vodilo v kaotičen spopad brez sodelovanja pehote in oklepnih enot. V napadu je tako padlo okoli 700 Japoncev in bilo uničenih 11 od 36 tankov, kolikor jih je bilo na otoku, ameriška obrambna črta pa je vzdržala.
Prihodnje jutro je admiral Spruance dobil obvestilo, da se Marianom bliža japonska flota. Takoj se je odločil, da izkrca 27. pehotno divizijo (kopenske vojske ZDA), ki je bila do tedaj na ladjah kot plavajoča rezerva, da bi lahko svoje ladjevje poslal v boj z Japonci. V mraku je bil drugi val napadalcev že na otoku in sredi bojev.
Naloga 27. divizije je bila zasesti letališče Aslito na jugu otoka in napredovati po sredi otoka, v smeri proti severu. Letališče so zavzeli 18. junija in takoj začeli napredovanje proti notranjosti otoka, kjer so kmalu naleteli na močne sovražnikove položaje.

## Druga faza
Druga faza bitke za Saipan se je začela 21. junija, ko je 27. divizija dobila nalogo, da se prebije prek teh položajev in nadaljuje prodor proti severu ob podpori obeh divizij KMP, ki naj bi napredovali ob zahodni (2. divizija) in vzhodni (4. divizija) obali. Deli 27. divizije so ostali na jugovzhodnem delu otoka, kjer so vse do 27. junija čistili teren, na katerem so se še vedno zadrževali Japonci, glavnina sil pa je nadaljevala prodor na sever. Na tem delu so naleteli na hud odpor Japoncev, ki so imeli utrjene položaje na grebenih nad dolino, po kateri so se premikali Američani. Zaradi hudih izgub, ki so jih utrpeli ameriški vojaki, se je doline prijelo ime »Dolina smrti«.
Medtem so marinci ob obeh obalah napredovali brez večjih težav. Očitno je postalo, da bo glavna bitka za otok potekala v notranjosti otoka, kamor so se umaknili branilci. 
Zaradi domnevne nesposobnosti generalmajorja kopenske vojske Ralpha Smitha je bil ta poveljnik 24. junija odstavljen s položaja, s tem pa se je začel spor med KMP in Armado ZDA, ki še do danes ni rešen.
Novi poveljnik se je znašel v situaciji, ki je bila vse prej kot obetajoča. Kljub temu je ukazal nov napad na položaje Japoncev in hkratni prodor na sever, da bi vojsko čim prej umaknil z ravnice, kjer so bili izpostavljeni ognju z obeh grebenov. Pri tem mu je na pomoč priskočila 4. divizija marincev, ki je pomagala očistiti japonske položaje na severu doline, v vasici Donnay.
Američani so se pri tem izognili položajem na vzpetinah, ki so jih nameravali uničiti kasneje. 30. junija pa se je začela sklepna faza bojev za Saipan. Japonci so se začeli umikati proti severu v smeri rta Marpi, kjer je nekje na zadnji tretjini otoka očitno potekala zadnja obrambna črta. Na ta pohod proti severu so se odpravili vsi Japonci, vključno s premičnimi ranjenci in civilisti. Nepremičnim ranjencem so razdelili ročne granate in jim ukazali boj do konca. Američani so se japonskim položajem bližali z vseh strani, saj se je 27. divizija uspela prebiti skozi dolino, ki je zahtevala toliko žrtev.
2. divizija je 3. julija zavzela največje mesto na otoku, Garapan, ob pomoči 27. divizije pa so naslednji dan pritisnili na edino večje pristanišče na Saipanu, Tanapag. Medtem je 4. divizija na vzhodu nadaljevala prodor na sever skoraj neovirano. V tem trenutku je na japonski strani vladal popoln kaos in so potekale intenzivne priprave na poslednji »gyokusai« (samomorilski juriš). General Saito, mornariški častnik Nagumo in polkovnik Igeta pa so 6. julija ob 22. uri napravili obredni samomor v votlini v bližini vasi Tanapag, kamor so se bližali marinci 2. divizije.
Ob zori 7. julija so se vsi preživeli Japonci pognali v napad. Nekateri izmed njih so bili oboroženi samo z ošiljenimi bambusovimi palicami, ker ni bilo dovolj pušk. V tem, za zahodni svet povsem neverjetnem in nesmiselnem napadu, je sodelovalo več kot 4.000 vojakov, ranjencev ter civilistov, ki so dobesedno preplavili položaje marincev (2. divizije) in vojakov 27. divizije ter jih v bojih mož na moža prisilili k umiku. Japonska »plima« se je ustavila v ozki soteski južno od vasice Makunshka, kjer so Američani s pomočjo bunkerjev uspeli ustaviti naval Japoncev in jih premagati. Zadnji večji spopad na Saipanu je bil s tem končan.

## Epilog
Uradno je Saipan padel 9. julija 1944 ob 16:15, ko je admiral Turner podal uradno izjavo o popolnem porazu japonskih sil na otoku. Še istega dne so se na skrajnem severu dogajale še bolj neverjetne stvari od vsesplošnih samomorilskih napadov. Preživeli Japonci, vojaki in civilisti so namreč naredili skupinski samomor tako, da so se v stotinah pognali v smrt s pečin na rtu Marpi.
Bitka za Saipan, bitka, ki je Američane do tedaj najbolj pretresla, se je tako končala z ogromnim številom žrtev. Na ameriški strani je padlo, bilo ranjenih ali pogrešanih kakih 13.500 vojakov, od tega 786 častnikov. Na japonski strani pa je padla skoraj celotna vojaška posadka otoka in več kot polovica civilnega prebivalstva, skupaj več kot 52.000 ljudi.
Za ZDA je bila to do tega trenutka najhujša bitka v celotni vojni. Kljub izboljšani amfibijski doktrini so se namreč pokazale številne pomanjkljivosti, ki jih je bilo nujno odpraviti. Iz izkušenj pri izkrcanju na ta otok so Američani ugotovili, da je obstreljevanje položajev vkopanega nasprotnika iz velike razdalje neučinkovito. V prihodnosti bodo morale ladje pripluti bližje obalam in z natančnim ognjem uničevati vidne utrdbe nasprotnika. Poleg tega bo v prihodnje potrebno podaljšati čas obstreljevanja pred izkrcanjem prvih vojakov. Sodelovanje pehote in oklepnih enot se je izkazalo za zelo učinkovito sredstvo pri napredovanju po nepreglednem terenu, polnem skritih sovražnikovih položajev v notranjosti otokov. Tankovske enote so od te bitke naprej postale ključni element taktike enot Korpusa mornariške pehote ZDA.